# Académie de Yabneh
L'Académie de Yabneh (ou Assemblée de Yabneh) est une assemblée des sages pharisiens les plus célèbres de son temps que Rabban Yohanan ben Zakkaï (mort ca. 80-85) serait parvenu à constituer dans la ville de Yabneh (Jamnia) quelques années à peine après la destruction du Second Temple de Jérusalem (70) et l'écrasement de la Grande révolte juive. Bien que l'Assemblée de Yabneh ne concerne que le mouvement des rabbins en formation et non l'ensemble du peuple juif, cet épisode est très important dans l'histoire juive.
Yohanan ben Zakkaï aurait fondé une école de loi juive, qui devint une source majeure de la Mishna ultérieure. Son école est souvent considérée comme une source du judaïsme rabbinique.

## Désignation
« Yabneh est souvent présenté de façon erroné comme un synode, comme s'il était analogue à un concile de l'Église. Il s'agit en fait, plus d'une Académie (yeshivah) et le nombre de participants semble avoir été assez petit au début. » Ses membres n'étaient pas non plus représentatifs des Juifs du pays et ne constituaient qu'une partie des sages pharisiens. « Ce groupe, à l'origine de la Mishnah, est parvenu à avoir de l'influence dans la société juive, mais ses succès ont pris bien plus qu'un siècle. »

## Fondation

### Selon les historiens
Selon une légende, Yohanan ben Zakkaï a reçu la permission de l'empereur Vespasien d'établir une académie dans la ville de Yabneh (Jamnia). La plupart des critiques acceptent la réalité de cette Académie ou Assemblée. Toutefois, certains moins nombreux expriment des réserves et des nuances, alors que « d'autres encore moins nombreux la considèrent comme un mythe forgé de toutes pièces pour assurer la légitimité des Rabbins à une époque plus tardive » (IVe siècle ou après).
Après la destruction du Temple (70), plusieurs dirigeants spirituels juifs sont établis à Lod (Lydda) ou à proximité, à une vingtaine de kilomètres de Yabneh, villes où selon Flavius Josèphe, Vespasien a installé des Juifs fidèles aux Romains dès 68. C'est le cas de Rabbi Eliezer ben Hyrcanos, Rabban Gamaliel II, Rabbi Tarfon, Rabbi Eléazar haModaï (de Modiin) et Rabbi Akiba. Le Talmud raconte les décisions importantes prises à Lod lorsque « Rabbi Tarfon et les anciens dînaient dans le grenier de la maison de Nitzah à Lod ». Il est probable que l'Assemblée de Yabneh ne concerne que le mouvement des rabbins en formation et en évolution et non l'ensemble du peuple juif. « Par ce coup de force consistant à réunir une assemblée des sages pharisiens les plus célèbres de son temps et à en prendre la présidence, Rabban Yohanan ben Zakkaï (mort ca. 80-85) parvient, aux yeux des membres du mouvement rabbinique, à se substituer à l'ancienne autorité du grand prêtre, à celle du sacerdoce et à celle du sanhedrin. » Il avait auparavant demandé une autorisation aux autorités romaines qui ont dû « apprécier cette reprise en main, même limitée, d'une partie des Judéens par le mouvement rabbinique. »
Quelles que soient les origines de cette académie, cet épisode est très important dans l'histoire juive.

### Selon les sources traditionnelles
Pendant le siège de Jérusalem par Titus, le futur empereur romain, Rabban Yohanan ben Zakkaï, un sage pharisien, serait parvenu dans le plus grand secret à quitter la ville encerclée par les légions romaines en trompant l'attention des Zélotes défenseurs de la ville. Pour ce faire, il aurait fait croire à sa mort et serait sorti enfermé dans un cercueil. La légende raconte que quand Vespasien, général romain, bientôt empereur, lui accorde trois souhaits, il ne demande ni le salut de la ville ni celui de son temple — il s'était rendu compte que les Romains seraient décidés à les détruire et que, par conséquent, il ne pourrait les sauver. Il demande cependant que la ville libre de Yavné devienne la nouvelle demeure du Sanhédrin, la cour suprême juive, et des Sages de la Torah. Toutefois, Vespasien a quitté le théâtre d'opération près d'un an avant le début du siège (fin juin - début juillet 69), en confiant le commandement à son fils Titus. Cela conduit les historiens à considérer cet épisode comme légendaire. Toutefois selon les sources juives, Jérusalem a été prise en 69 et pas en 70. Si tel était bien le cas, la rencontre entre Vespasien et Yohanan n'est pas impossible chronologiquement entre le début du siège de Jérusalem qui commence quelques jours avant la Pâque et juillet 69. Fort de cette autorisation de l'empereur, « il se réfugie alors à Yabneh où il crée une « académie » (une yeshivah) pour l'étude de la Torah ». 
« Cet épisode de la fuite est devenu le récit fondateur du mouvement rabbinique », alors que dans la littérature de ce mouvement son héros n'occupe qu'une place plutôt marginale, sans être insignifiante,. Le rôle central attribué à Yohanan ben Zakkaï permet de saisir « les principales préoccupations des esprits qui ont formé ce qui, (pour Simon Claude Mimouni), n'est probablement qu'une légende. » Après la défaite de 70, « l'emblème du nouveau héros proposé à la vénération populaire [devient] le sage et le savant et non plus le chef de guerre. »

## Calendrier liturgique
Yohanan ben Zakkaï prend neuf décrets, des takkanot (« améliorations »), « qui sont présentés comme indispensables pour le culte, car ils concernent les dates des jours fastes, des jours jeûnés, des jours de fête et les débuts de mois. » Cette tâche revenait auparavant au grand prêtre et au sanhédrin, mais la destruction du Temple de Jérusalem — et probablement l'interdiction des Romains — ont laissé vacantes ces institutions.
Cette récupération du calendrier liturgique aux dépens du sacerdoce a probablement rencontré l'opposition des prêtres, des scribes et des notables en général,. Toutefois, grâce à l'autorité incontestable dont Yohanan jouit dans le mouvement pharisien et parce qu'il s'agit des mesures essentielles qu'il fallait prendre à ce moment-là pour la poursuite du culte hors de Jérusalem, ces mesures ont probablement trouvé une certaine légitimité. « D'autant que le calendrier liturgique est toujours une des clefs de la légitimité en matière religieuse, même si l'autorité de ces mesures n'a probablement pas dépassé les frontières du mouvement rabbinique. »

## Sanhédrin
Un nouveau Sanhédrin aux pouvoirs au moins aussi limités que le précédent est recréé avant 132. Il siège d'abord à Yabneh, puis après 135 et l'expulsion des Juifs de toute la chôra de Ælia Capitolina (la nouvelle ville fondée à la place de Jérusalem), le Sanhédrin se reforme en Galilée, les Juifs étant désormais interdits de droit de cité à Ælia et dans toute sa Chôra, sous peine de mort,. Il demeurera successivement dans les villes « d'Usha, de Shefa Amr, de Beth-Shéarim, de Sepphoris et de Tibériade, là où se trouve désormais l'essentiel du peuple judéen de Palestine : suivant surtout de manière systématique, le chef du mouvement des rabbins, dont il devient finalement l'instrument judiciaire. »

## Dîmes et taxes
Après la destruction du Temple (70), Vespasien a ordonné que la contribution du Didrachme qui auparavant était versée par tous les Juifs du monde au Temple de Jérusalem soit désormais affecté au Temple de Jupiter capitolin à Rome. Toutefois, d'autres contributions étaient auparavant versées aux prêtres. Les rabbins ont essayé de récupérer à leur profit les taxes et les Dîmes. « Les responsables des académies palestiniennes missionnent des délégués dans les communautés juives de la Diaspora pour annoncer leurs décisions halakhiques et prélever en échange les fonds nécessaires à l'entretien notamment de leur Sanhédrin. » Il n'est pas du tout établi « qu'ils aient été reçus partout avec empressement car l'influence du mouvement, en dehors des cercles de disciples rassemblés autour des maîtres, n'est pas prouvée. »

## Rôle dans l'établissement du canon biblique
L'historicité ou non de l'Assemblée de Yabneh est surtout posée à propos de l'éventuelle fixation du canon de la Bible. « Heinrich Graetz est le premier à proposer la théorie selon laquelle le canon a été établi lors de la tenue de cette assemblée. » Pour la plupart des critiques, s'il n'est pas exclu que certaines décisions ont été prises lors de l'Académie de Yabneh, celles-ci n'ont eu d'impact que sur le mouvement rabbinique et même dans ce milieu, l'unanimité est loin d'avoir été réalisée. En effet, certains livres, comme les Proverbes, Qohelet, Esther, ou le Cantique des cantiques, vont demeurer en discussion, pour n'être définitivement incorporés au canon biblique qu'aux IVe ou Ve siècle.

## Déviance
Au moment de la défaite des révoltés juifs (70), le judaïsme était composé d'un très grand nombre de mouvements différents. Les auteurs chrétiens du IIe siècle retiennent l'existence de sept « sectes », nombre essentiellement symbolique, mais il est probable que leur nombre était encore plus grand,. Selon Hégésippe de Jérusalem : « II y avait chez les circoncis, parmi les fils d'Israël, différentes croyances contre la tribu de Juda et contre le Christ. Ce sont celles des Esséniens, Galiléens, Hémérobaptistes, Masbothéens, Samaritains, Sadducéens, Pharisiens. » Les Hémérobaptistes et les Masbothéens sont des variantes des mouvements baptistes antiques. De tous ces mouvements, outre des groupes dispersés de Zélotes qui vont temporairement resurgir lors de la révolte de Bar Kochba (132-135), seuls les mouvements des rabbins et des juifs chrétiens (les nazôréens ou notsrim en hébreu) vont être capables de survivre durablement. Malgré la destruction du Temple, il ne faudrait pas croire que les prêtres ne jouent plus aucun rôle, d'autant qu'ils sont attestés partout, dans les synagogues, mais aussi dans le mouvement rabbinique. Ils existent aussi probablement parmi les juifs chrétiens (les notsrim).

### Birkat haMinim
L'historicité de cette Assemblée de Yabneh est également importante pour apprécier quelle a été la force des décisions de l'Assemblée de Yabneh dans le conflit qui a opposé les tannaïtes aux notsrim (les juifs chrétiens). 
La Birkat haMinim (« Bénédiction des hérétiques ») est en fait une malédiction contre différents groupes, mais elle est naturellement une bénédiction pour celui qui la prononce, pour peu qu'il ne soit membre d'aucun de ces groupes. Avant sa « mise en ordre » sous l'égide de Gamaliel de Yabneh, cette 12e demande faite à Dieu existait probablement déjà et visait les peroushim ("séparés, dissidents") ». Entre 85 et 100, elle aurait été reformulée à la demande de Gamaliel de Yabneh, afin de viser aussi les minim (les « hérétiques » en général) et les notsrim (les nazôréens) et insérée dans la prière quotidienne, pour éloigner ou exclure les juifs chrétiens. En rendant obligatoire, l'énoncé de cette douzième demande, les minim et les notsrim étaient obligés de se maudire eux-mêmes et appelaient ainsi à leur prompte disparition. Cette prière a contribué à les exclure de la synagogue et à créer une orthodoxie, alors qu'avant la destruction du Temple de Jérusalem (70), le judaïsme était d'une extrême diversité. Cette prière n'est toutefois pas la cause de la séparation entre le judaïsme rabbinique et le judaïsme chrétien, « mais la conséquence d'une rupture plus profonde, une rupture idéologique. » Cette prière de séparation « ne s'est imposée que fort progressivement parce que les Rabbis pharisiens étaient loin de contrôler l'ensemble du judaïsme palestinien et a fortiori le judaïsme de la diaspora ». Cette séparation « ne sera d'ailleurs jamais totale, au moins jusqu'au Ve siècle. »
Pour Simon-Claude Mimouni, à partir des années 90-100, « les chrétiens d'origine juive (notamment les nazôréens), à l'égal des autres opposants (comme les Sadducéens, les esséniens, ou les baptistes) », ont été de plus en plus considérés par le mouvement des rabbins, « comme une « secte », qu'il convient d'éloigner par tout un dispositif, afin d'empêcher désormais la propagation de ses idées messianiques en faveur de Jésus de Nazareth dans un judaïsme qui à partir des années 70, sous la pression des événements historiques se veut de plus en plus uniforme. » La proposition de Gamaliel le Jeune vise à unifier les divers courants judéens autour d'une seule et même « halakhah » en luttant contre tous les minim, mais en visant spécifiquement les notsrim, concurrents directs. Ce projet « sera partiellement réalisé par la suite tout au long des IIe – IIIe siècle », ce « qui a contribué à la constitution d'une « norme » nouvelle, d'une « orthopraxie », que l'on qualifie aujourd'hui par l'adjectif « orthodoxe ». »

## Normativité
« La grande œuvre du mouvement des rabbins est de transmettre oralement de génération en génération, le souvenir de traditions qui peuvent parfois être très anciennes. C'est ainsi que d'importants commentaires scripturaires et juridiques ont pu être sauvés de la disparition. »

### Articles liés
- Yoḥanan ben Zakkaï
- Gamaliel de Yabneh
- Rabbi Akiva
- Première guerre judéo-romaine
- Mishna
- Pharisiens
- Sadducéens
- Esséniens
- Mouvements baptistes antiques
- Nazôréens
- Quatrième philosophie
- Mouvement galiléen
- Birkat haMinim
- Minim
- Halakha
- Ælia Capitolina
- Canon (Bible)